# Supercoppa di Lega di Prima Divisione 2013
La Supercoppa di Lega di Prima Divisione 2013 è stata la 14ª edizione della Supercoppa di Serie C. Nel torneo si affrontano le vincitrici dei due gironi della Lega Pro Prima Divisione 2012-2013. L'edizione venne vinta dall'Avellino per la prima volta nella sua storia.

## Squadre partecipanti
Le squadre partecipanti all'edizione 2013:
- Trapani Vincitrice girone A di Lega Pro Prima Divisione 2012-2013
- Avellino Vincitore girone B di Lega Pro Prima Divisione 2012-2013

## Formula
La formula prevede che le due squadre si affrontino in una gara di andata ed in una di ritorno, la vincitrice dell'edizione sarà quella che avrà segnato più gol in entrambe le gare. In caso di arrivo a pari reti, la vittoria dell'edizione verrà data alla squadra che ha segnato il maggior numero di gol in trasferta. In caso che anche i gol in trasferta segnati dalle compagini siano uguali, si procederà ai calci di rigore.

## Incontri
| Arbitro: | Ros (Pordenone) |

|           |           |                    |
| Fabbro 5’ | Marcatori | 43’ (rig.) Madonia |

| Arbitro: | Benassi (Livorno) |

|                          |           |                               |
| Spinelli 57’ Mancosu 79’ | Marcatori | 10’ Arini 73’ (rig.) Castaldo |